# Hermann Huber
Hermann Huber (29. ledna 1930, Mnichov – 4. května 2018, Grafing bei München) byl německý právník, diplomat a velvyslanec na západoněmeckém velvyslanectví v Praze a Madridu. V létě a na podzim roku 1989 umožnil a pomohl jako velvyslanec v Praze řešit dramatickou situaci, kdy na velvyslanectví hledalo útočiště na 15 000 občanů východního Německa (NDR).

## Život
Jeho otec byl Franz Xaver Huber, starosta Grafingenu od 1952 do 1966 a později i čestný občan tohoto města. Hermann Huber vystudoval práva na univerzitě Ludwiga Maximiliána v Mnichově a na Université de Lausanne ve švýcarském Lausanne. Do diplomatických služeb nastoupil v roce 1956 v Curychu a následovaly pozice v Reykjavíku, od roku 1957 do roku 1960 v Římě a poté do roku 1965 v Leopoldville. Když se v Praze zřizovalo od roku 1968 do roku 1970 západoněmecké velvyslanectví, podílel se na jejím zřízení, kam se vrátil zpátky po stážích v Mexiku a v Moskvě, kde byl v letech 1973 až 1976 a 1980 až 1984.
Dne 21. prosince 1988 se stal západoněmeckým velvyslancem v Praze. Od září 1992 do roku 1995 byl Huber německým velvyslancem v Madridu se současnou akreditací pro Andorru.
Roku 1995 mu udělil český prezident Václav Havel státní vyznamenání medaile Za zásluhy I. třídy a v roce 2014 získal Uměleckou cenu česko-německého porozumění.
Po svém odchodu do důchodu žil znovu ve svém rodném městě Grafingu, kde 4. května 2018 zemřel ve věku 88 let.

## Řešení východoněmeckého exodu 1989
Západoněmeckým velvyslancem v Československu se Huber stal v době v tzv. Die Wende, kdy na půdu západoněmeckého velvyslanectví v Praze a Varšavě přicházely tisíce občanů z NDR, aby se dostali do Západního německa. Před svým nástupem do funkce velvyslance byl seznámen v Bonnu o přicházení uprchlíků z NDR do Lobkovického paláce od doby, co se zde velvyslanectví nachází. Na ministerstvu pro vnitroněmecké záležitosti byl také zasvěcen do tajů vykupování a do role, kterou v této souvislosti hrál Wolfgang Vogel. Uprchlíci se sem dostali buď přes plot velvyslanectví, nebo tak, že se jim různým způsobem podařilo přelstít přísné hlídky Veřejné bezpečnosti, které všechny návštěvníky kontrolovaly. Ubytováni byli v podkroví budovy velvyslanectví, které bylo pro tyto potřeby nouzově upraveno. Největší nápor uprchlíků začal v polovině srpna 1989. Když Huber trávil dovolenou ve Švýcarsku, obdržel 17. srpna z ministerstva zahraničí telefonát s pokynem, abych se pokud možno okamžitě vrátil zpátky do Prahy, protože se na velvyslanectví zdržovalo asi 70 uprchlíků z NDR. Následně, když o dva dny později dorazil, bylo zde již 123 osob. Počet přicházejících uprchlíků se pohyboval mezi 20 a 50 denně, protože se obávali, že se Erich Honecker chystá uzavřít hranice s ČSSR, která byla jedinou zemí, do které směli občané NDR cestovat bez víza. Na pokyn západoněmeckého ministerstva zahraničí bylo ale velvyslanectví 23. srpna uzavřeno pro styk s veřejností. Okamžitě se proto zařizovalo náhradní ubytování pro konzulární oddělení.
Pracovníci velvyslanectví uvolnili oranžerii velvyslanectví, která byla přetvořena na ložnice a příbytky pro uprchlíky. Ministr Genscher mu 24. srpna udělil povolení zbudovat v parku stany a další sanitární zařízení, a jeden z těchto stanů sloužil jako škola. Každý stan měl vlastní elektrický vařič, na němž se vařily nejrůznější pokrmy. Jako rozptýlení sloužila jakási kuchařská soutěž mezi stany, při které Huber příležitostně dělal rozhodčího. Po 26. září překročil počet nově příchozích 1600. Hermann Huber často chodil do stanů a mezi uprchlíky, aby si s nimi popovídal a tak udržoval dobrou náladu. Když rapidně stoupal počet uprchlíků, tak se v New Yorku na Valném shromáždění OSN podařilo ministrovi zahraničí Hans-Dietrichovi Genscherovi s podporou sovětského ministra zahraničí Eduarda Ševardnadzeho dosáhnout řešení uprchlického dramatu, se kterým mohla souhlasit také NDR, což se stalo 30. září. Následující den přibylo přes 300 lidí. Příští večer už hlásil 1622 uprchlíků a když v noci z 2. na 3. října obdržel pokyn definitivně uzavřít bránu velvyslanectví, bylo v budově a v parku 5000 lidí a na prostranství před budovou ještě dalších 2000. Kolem 16:30 se na základě důrazné rady lékaře rozhodl otevřít bránu pro ženy a děti, protože teploty mezitím kriticky poklesly. Musel je ubytovat v kotelně, která byla jediným zbylým prostorem.
Po druhém povoleném odjezdu uprchlíků zavedla NDR vízovou povinnost pro cesty do Československa a proud uprchlíků se tím zastavil. Ti kteří přešli přes hranici, mohli 28. října překročit hranici do Spolkové republiky Německo. Huber doprovázel tento konvoj až do Waidhausu a pokračoval poté se svou ženou na povolenou dovolenou. Záležitosti na velvyslanectví přenechal svému stálému zástupci Arminovi Hillerovi.
NDR 1. listopadu opět zrušila vízovou povinnost pro cesty do ČSSR a na velvyslanectví se okamžitě znovu přihnala vlna lidí z NDR. Už o dva dny později bylo na velvyslanectví více než 5000 osob, Hiller začal vyjednávat a večer byl předvolán k vyžádané schůzce se zástupcem ministra zahraničí ČSSR. Po jednání mohli lidé vycestovat z Prahy do Spolkové republiky přímo bez zajížďky.